# Gelenktriebwagen NGT12-LEI

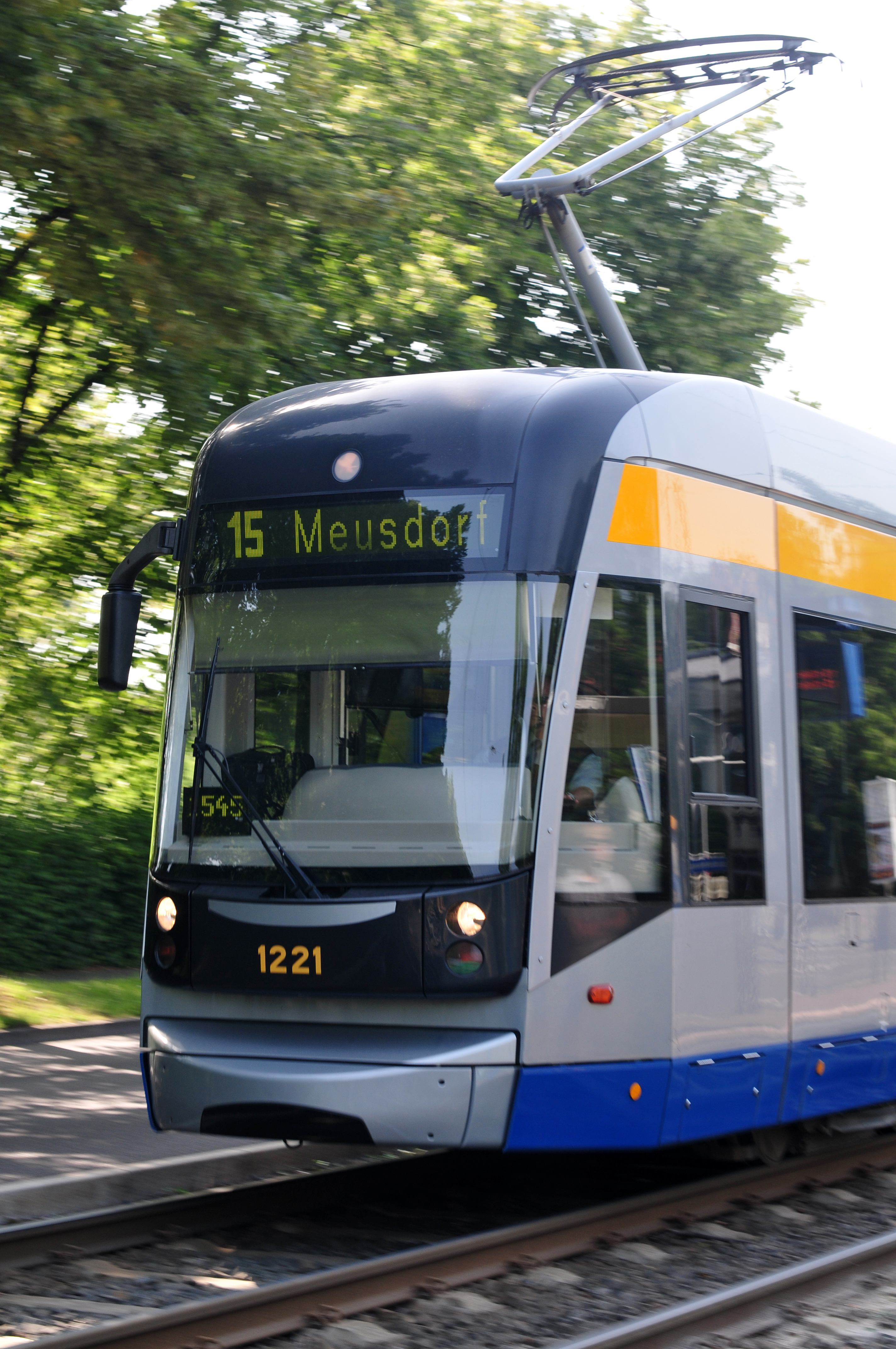
NGT12 im Einsatz als Linie 15

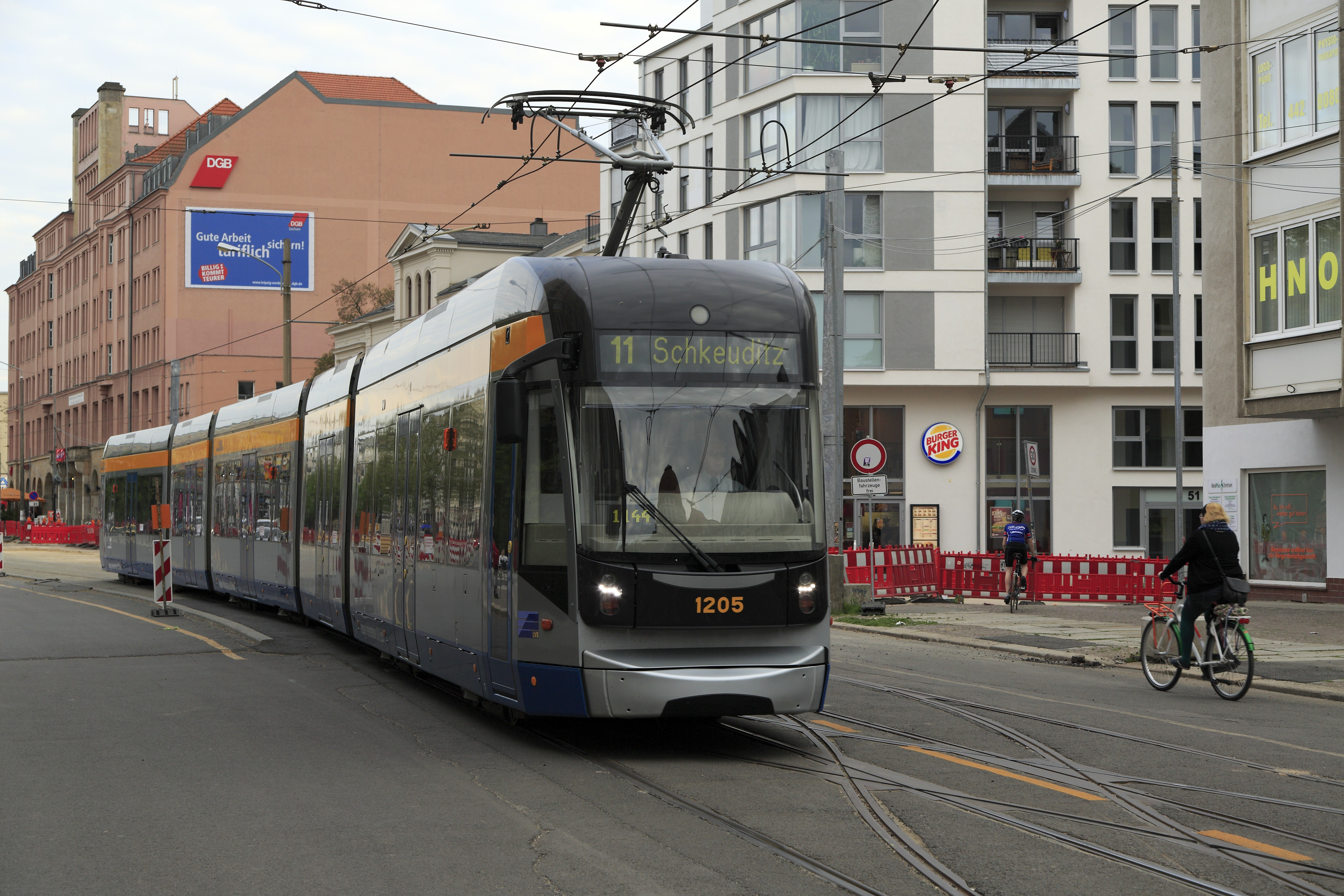
Triebwagen 1205 in der Karl-Liebknecht-Straße

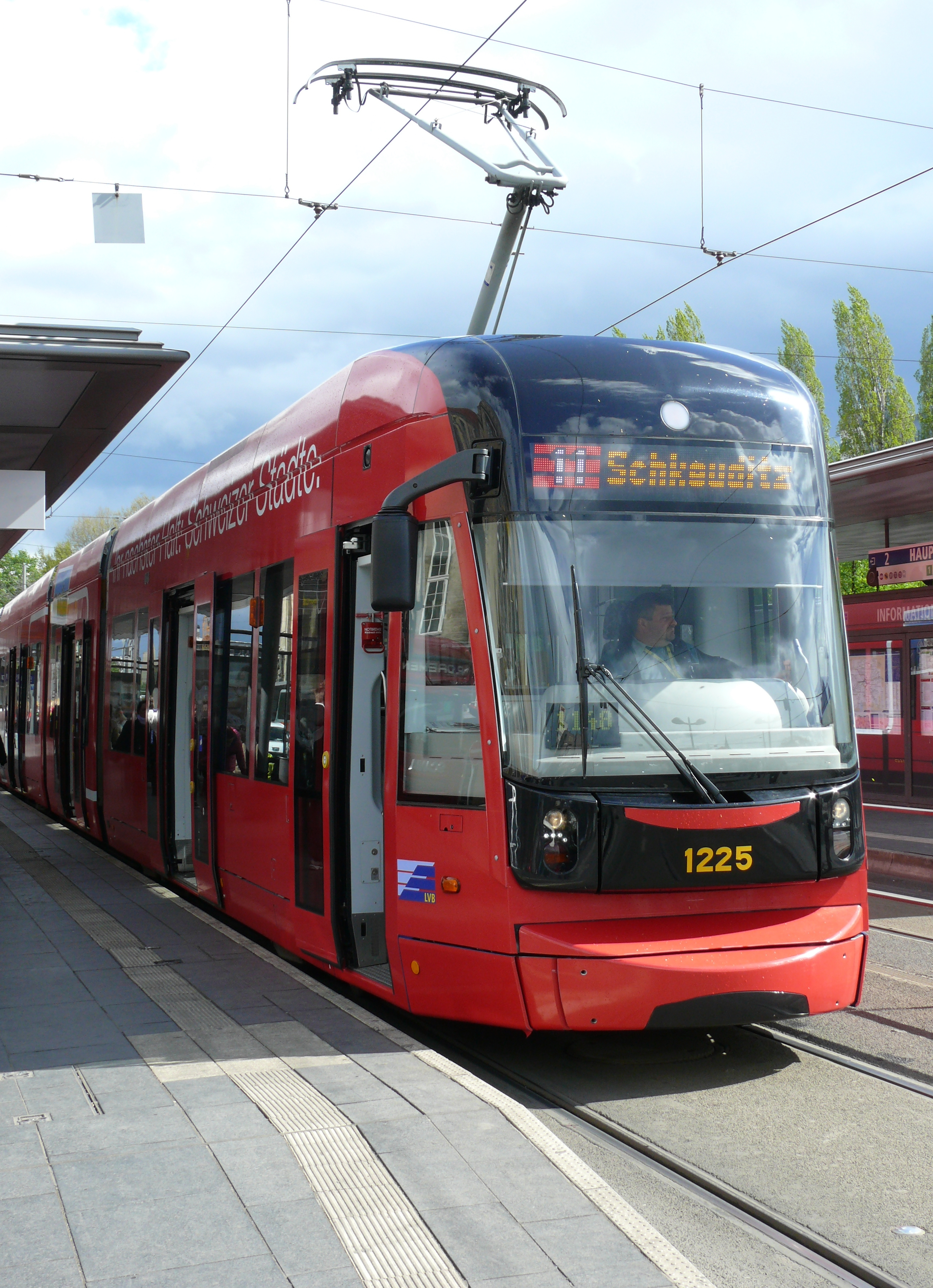
Wagen 1225 der zweiten Serie mit Vollwerbung, LED-Matrix und LED-Tagfahrlicht

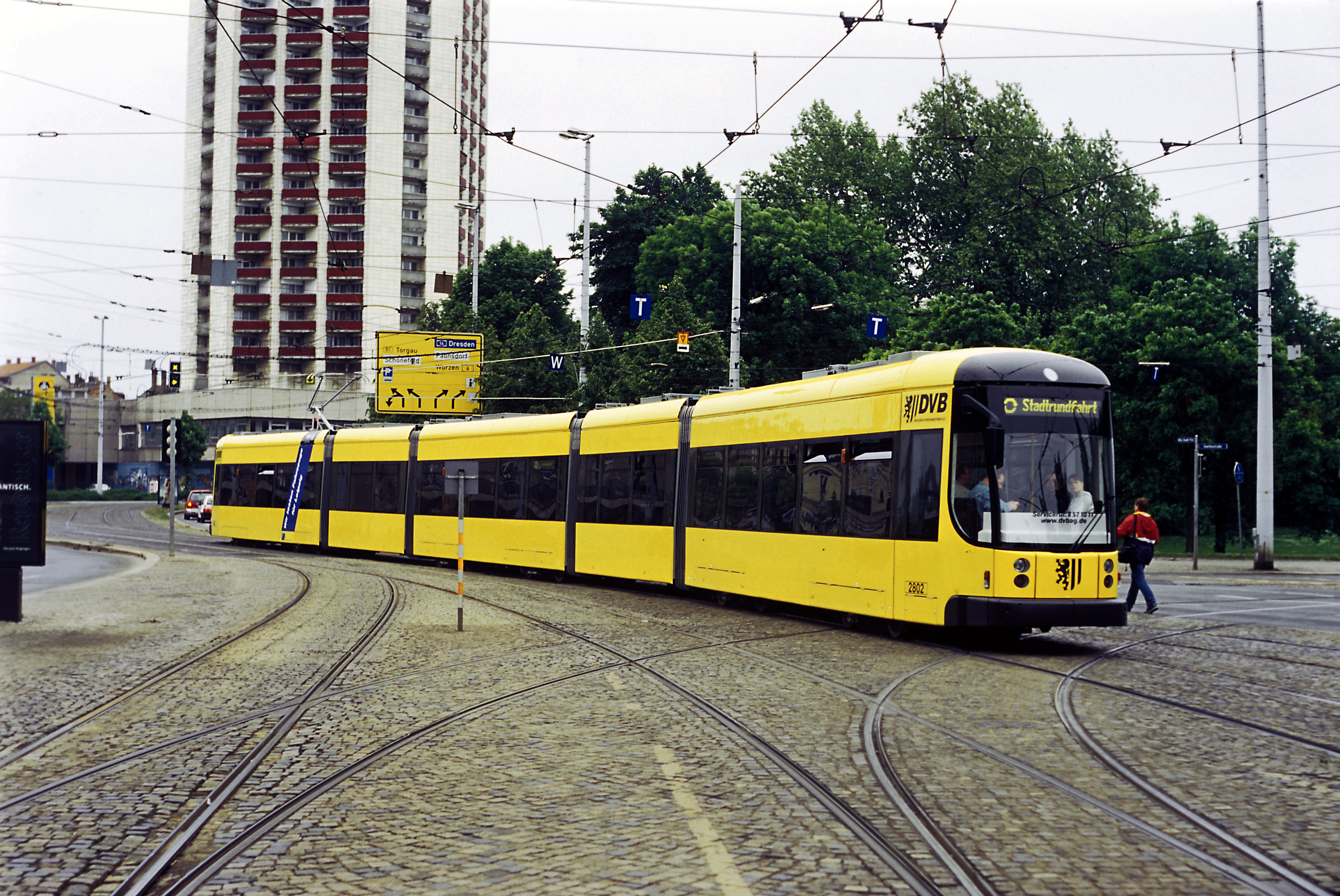
DVB-Triebwagen 2802 bei Vorstellungsfahrten im Juni 2003, Hauptbahnhof Ostknoten

Die Gelenktriebwagen NGT12-LEI sind niederflurige Straßenbahn-Gelenktriebwagen der Leipziger Verkehrsbetriebe GmbH (LVB). Sie zählen zum Typ „Flexity Classic XXL“, wurden von Bombardier Transportation in Bautzen hergestellt und erhielten die LVB-Typenbezeichnung 38. Die Wagen wurden nach Vergleichs- und Vorstellungsfahrten des Erfurter Combino 632 und des Dresdener ET 2802, der dafür im Mai 2003 vom Hersteller mit angepassten Radsätzen direkt nach Leipzig überführt wurde und hier am 17. Mai seine ersten Fahrten mit Fahrgästen absolvierte, bestellt. Die erste Serie aus der Bestellung vom November 2003 umfasste zwölf Wagen dieses Typs, eine Option für weitere zwölf Wagen wurde im September 2005 eingelöst, so dass seit 2007 24 Einheiten im Leipziger Netz verkehren. Ab November 2011 wurde die dritte Serie ausgeliefert, so dass sich seit Mai 2012 die Anzahl der NGT 12 auf 33 erhöht hat. Wegen einiger Änderungen erhielten die Wagen der Lieferung 2011/2012 die LVB-Typenbezeichnung 38a.
Die 45 Meter langen fünfteiligen Triebwagen mit Klimaanlage basieren auf den Gelenktriebwagen NGT D12DD, die seit 2003 bei den Dresdner Verkehrsbetrieben (DVB) eingesetzt werden. Auffällige Änderungen sind die Fahrzeugenden, die Form der Türfenster und den Endeinstieg am B-Ende, den es bei den Dresdener Wagen nicht gibt. Während die erste Tür am A-Ende bei den Leipziger Wagen ein Fahrgasteinstieg ist, dient sie in Dresden nur als Führerstandstür. Die Einheiten laufen vollständig auf echten Drehgestellen, der mittlere Teil auf zwei Laufdrehgestellen. Damit ist der Wagenboden nicht durchgehend niederflurig, er ist über den Triebdrehgestellen der Endwagen mit jeweils einer Stufe angehoben. Die Wagen sind in Einrichtungsbauart ausgeführt, am hinteren Ende gibt es einen Hilfsführerstand. Die Teile 2 und 4 sind laufwerkslos. Betriebskupplungen und eine Vielfachsteuerung gibt es nicht, die Wagen sind aufgrund ihrer Länge nicht für eine Zugbildung vorgesehen.
Einsatz
Das erste Einsatzgebiet der NGT12 wurde 2005 die gerade im Stadtbahnausbau befindliche Linie 15 (Miltitz – Meusdorf), die gleichzeitig auch als Stadionzubringer zur Fußball-WM 2006 fungierte. Mit der zweiten Serie kam die Linie 16 (Lößnig – Messegelände) als weiteres Einsatzgebiet hinzu sowie an Wochenenden auch die Linie 11 (Schkeuditz/Wahren – Markkleeberg-Ost), deren Stammstrecke zwischen Schkeuditz und Markkleeberg-Ost nach Auslieferung der letzten Serie ab 2012 auch an Werktagen mit NGT12 bedient wurde. Mittlerweile wurde der Bestand auf die Linien 11/11E (Schkeuditz/Hänichen – Dölitz/Markkleeberg-Ost) und 15 (Miltitz – Meusdorf) konzentriert, die sie nahezu ausschließlich bedienen. Hinzu kommen einzelne Kurse auf der Linie 7 (Böhlitz-Ehrenberg – Sommerfeld), jedoch ist der Einsatz auf anderen Linien bei Wagenmangel oder zu speziellen Anlässen (z. B. Stadion- oder Adventsverkehr an Wochenenden) jederzeit möglich.

## Die Namen der NGT12-LEI
Alle NGT12-LEI sollten zusätzlich zu ihren Wagennummern (1201–1233) nach Austragungsorten der Fußball-Weltmeisterschaft 2006 und Partnerstädten von Leipzig benannt werden. Die erste Serie hatte pünktlich zur Weltmeisterschaft ihre Namen erhalten. 2012 wurden die Namen der NGT12 aktualisiert, sodass sie seitdem überwiegend Namen der Partnerstädte Leipzigs und von Städten mit Straßenbahn tragen:
- 1201 – Saxonia (Name der ersten betriebsfesten deutschen Dampflokomotive)
- 1202 – Birmingham (Partnerstadt von Leipzig)
- 1203 – Dresden (Stadt mit Straßenbahn)
- 1204 – Köln (Stadt mit Straßenbahn)
- 1205 – Hannover (Partnerstadt von Leipzig)
- 1206 – Gelsenkirchen (Stadt mit Straßenbahn)
- 1207 – Stuttgart (Stadt mit Straßenbahn)
- 1208 – Nürnberg (Stadt mit Straßenbahn)
- 1209 – Frankfurt am Main (Partnerstadt von Leipzig)
- 1210 – Dortmund (Stadt mit Straßenbahn)
- 1211 – München (Stadt mit Straßenbahn)
- 1212 – Bern (Stadt mit Straßenbahn)
- 1213 – Rostock (Stadt mit Straßenbahn)
- 1214 – Lyon (Partnerstadt von Leipzig)
- 1215 – Addis Abeba (Partnerstadt von Leipzig)
- 1216 – Kiew (Partnerstadt von Leipzig)
- 1217 – Travnik (Partnerstadt von Leipzig)
- 1218 – Kraków (Partnerstadt von Leipzig)
- 1219 – Nanjing (Partnerstadt von Leipzig)
- 1220 – Thessaloniki (Partnerstadt von Leipzig)
- 1221 – Brno (Partnerstadt von Leipzig)
- 1222 – Bologna (Partnerstadt von Leipzig)
- 1223 – Houston (Partnerstadt von Leipzig)
- 1224 – Berlin (Stadt mit Straßenbahn)
- 1225 – Herzliya (Partnerstadt von Leipzig)
- 1226 – Bremen (Stadt mit Straßenbahn)
- 1227 – Düsseldorf (Stadt mit Straßenbahn)
- 1228 – Essen (Stadt mit Straßenbahn)
- 1229 – Duisburg (Stadt mit Straßenbahn)
- 1230 – Bochum (Stadt mit Straßenbahn)
- 1231 – Bielefeld (Stadt mit Straßenbahn)
- 1232 – Bonn (Stadt mit Straßenbahn)
- 1233 – Augsburg (Stadt mit Straßenbahn)